# Чанг, Стивен
Сти́вен Алекса́ндер Чанг (англ. Stephen Alexander Chang; род. 23 марта 1985, Калифорния, США) — американский актёр, сценарист и продюсер, наиболее известный благодаря роли Фрэнка Черчилля в комедийном сериале «Emma Approved» (2014), Бентли Чена в мини-сериале «Rush: Inspired by Battlefield» (2016), а также роли Джонни в телесериале «Vanity» (2015).

## Биография
Стивен Александер Чанг родился 23 марта 1985 года в городе Лос-Гатос, штат Калифорния, США. До своей карьеры актёра, Чанг учился в юридической школе. Вскоре после этого, он переехал в Лос-Анджелес и решил заняться актёрской карьерой. С тех пор, Стивен начал появляться в многочисленных телесериалах и телешоу, включая «90210», «CSI: NY», «Southland», «Victorious», а также в фильме 2013 года «Gone Missing» в оригинальной серии от Lifetime.
В 2018 году, Чанг был избран в актёрский состав на роль Джесси в компьютерной игре The Last of Us Part II.

## Фильмография
| Год       |     | Русское название                    | Оригинальное название                         | Роль                                    |
| --------- | --- | ----------------------------------- | --------------------------------------------- | --------------------------------------- |
| 2010      | кор | —                                   | Captive                                       | Играет самого себя                      |
| 2010      | кор | —                                   | Calliope                                      | Билл                                    |
| 2011      | кор | —                                   | Behind the Badge                              | Пол                                     |
| 2011      | кор | —                                   | Half Horizon                                  | Брэтт                                   |
| 2011      | с   | 90210: Новое поколение              | 90210                                         | Frat Jock                               |
| 2012      | с   | C.S.I.: Место преступления Нью-Йорк | CSI: NY                                       | Джоди                                   |
| 2012      | с   | Виктория-победительница             | Victorious                                    | Суши-шеф                                |
| 2012      | ф   | —                                   | A Fractured Life                              | Джеймс                                  |
| 2012—2013 | с   | Саутленд                            | Southland                                     | Ньюлин                                  |
| 2013      | ф   | Исчезнувшая                         | Gone Missing                                  | Frat Boy                                |
| 2013      | с   | Их перепутали в роддоме             | Switched at Birth                             | Джо                                     |
| 2014      | с   | —                                   | Emma Approved                                 | Фрэнк Черчилль                          |
| 2015      | ф   | Всё до нас                          | Everything Before Us                          | Джереми                                 |
| 2015      | кор | —                                   | Dada!                                         | сценарист продюсер художник-постановщик |
| 2015      | с   | Парень с работы                     | Kevin from Work                               | Элиот                                   |
| 2015      | с   | —                                   | Vanity                                        | Джонни                                  |
| 2015      | с   | Реанимация                          | Code Black                                    | медик                                   |
| 2016      | с   | Одинокие за 30                      | Single by 30                                  | Майк                                    |
| 2016      | с   | —                                   | Rush: Inspired by Battlefield                 | Бентли Чен                              |
| 2016      | тсп | —                                   | The 2017 CBS Diversity Sketch Comedy Showcase | актёр                                   |
| 2017      | с   | Всё схвачено                        | Man with a Plan                               | ведущий                                 |
| 2017      | с   | Коллективный разум                  | Wisdom of the Crowd                           | Дастин                                  |
| 2017      | кор | —                                   | Luno                                          | сценарист продюсер                      |
| 2018      | кор | —                                   | Two Types of People: Showdown!                | Брюс Чанг                               |
| 2018      | ф   | —                                   | Danger One                                    | Вонг                                    |
| 2020      | ки  | Одни из нас: Часть II               | The Last of Us Part II                        | Джесси                                  |